# Bastien Geiger
Bastien Geiger (* 26. Februar 1985) ist ein Schweizer Fussballspieler.

## Karriere
2007 erreichte Geiger mit Neuchâtel Xamax den Aufstieg von der Challenge League in die Super League. Zur Saison 2007/08 wechselte er zum FC Sion.
Er ist der Sohn des ehemaligen Schweizer Nationalspielers Alain Geiger, welcher auch schon bei Xamax spielte. Bastien Geiger spielt auf der Position des rechten Aussenverteidigers. Seit Dezember 2008 spielte er wieder für Xamax, sein Vertrag beim FC Sion wurde aufgelöst. Als Begründung wurde angegeben, dass man das Kader verkleinern müsse. Sein Vertrag bei Xamax verlor im Januar 2012 seine Gültigkeit, nachdem Xamax zunächst die Lizenz entzogen worden war und der Klub wenig später Konkurs anmeldete. Bis Ende Saison 2011/2012 schloss er sich der U21 von Xamax an, anschliessend wechselte er in die Challenge League zum FC Biel. Im Jahr 2014 wechselte er vom FC Biel-Bienne zum FC Colombier, bei dessen zweiter Mannschaft er ab 2018 verblieb.